# Estadio de White City
El Estadio de White City fue un estadio multipropósito que se ubicaba en la ciudad de Londres en el Reino Unido. Fue la sede principal de los Juegos Olímpicos de Londres 1908.

## Historia
Fue construido para la celebración de los Juegos Olímpicos de Londres 1908, siendo inaugurado por el Rey Eduardo VII de Inglaterra, el 27 de abril de 1908. Posteriormente fue utilizado para carreras de galgos y automóviles. Aquí fueron celebrados también los II Juegos del Imperio Británico
Fue también sede de la Copa Mundial de Fútbol de 1966 celebrándose en él un partido entre la selección de fútbol de Uruguay y  Francia.
En 1985 fue demolido para construir el complejo de oficinas BBC White City. En la actualidad hay planes para construir un nuevo estadio en el barrio de White City.

## Partido de la Copa Mundial de Fútbol de 1966
| Fecha       | Fase         | Equipo  |                    | Resultado |                    | Equipo  | Espectadores |
| ----------- | ------------ | ------- | ------------------ | --------- | ------------------ | ------- | ------------ |
| 15 de julio | Primera fase | Uruguay | Bandera de Uruguay | 2 - 1     | Bandera de Francia | Francia | 45.000       |